# Saropogon melanophrus
Saropogon melanophrus är en tvåvingeart som beskrevs av Jacques-Marie-Frangile Bigot 1878. Saropogon melanophrus ingår i släktet Saropogon och familjen rovflugor. Inga underarter finns listade i Catalogue of Life.